# Galbellinae
Sous-famille
Les Galbellinae sont une sous-famille d'insectes de l'ordre des coléoptères et de la famille des Buprestidae.

## Liste des genres
- Galbella Westwood, 1848